# بخش آگوستا، شهرستان لاس کوئی پارل، مینه سوتا
بخش آگوستا (به انگلیسی: Augusta Township) یک منطقهٔ مسکونی در ایالات متحده آمریکا است که در Lac qui Parle County واقع شده‌است.
 بخش آگوستا ۷۴٫۲ کیلومتر مربع مساحت و ۱۱۹ نفر جمعیت دارد و ۳۴۰ متر بالاتر از سطح دریا واقع شده‌است.